# On My Own (album Queensberry)
On My Own – drugi album studyjny niemieckiego girlsbandu Queensberry, wydany w 2009 roku przez wytwórnię płytową Warner Music Group. Na krążku znajduje się 12 premierowych piosenek. Do dwóch z nich nakręcono teledyski.

## Lista utworów
1. "Too Young" (Kid Crazy, Eric Palmqwist) - 3:42
2. "Hello (Turn Your Radio On)" (Siobhan Fahey, Jean Guiot, Marcy Levy) - 3:15
3. "Every Now and Then" (Teemu Brunila, Jukka Immonen) - 3:44
4. "I Feel You" (Alex Geringas, Bernd Klimpel, Dimitri Ehrlich) - 3:49
5. "On My Own" (Kara DioGuardi, Patrick Berger) - 4:03
6. "Lifelong Lovesong" (Brandur Enni, Fredrik Thomander, Anders Wikström) - 3:30
7. "Girl Like Me (Nonchalant)" (Robert Hazard) - 3:16
8. "Selfish" (Naiv, Patric Kjellström, Charlie Mason) - 2:43
9. "Replay" (Machopsycho, Kaci Brown) - 3:37
10. "Scandalous" (K. DioGuardi, Fred Nassar) - 3:40
11. "Changes" (Peter-John Vettese, Sarah Whatmore) - 4:04
12. "Love on the Radio" (Pete Kirtley, Sacha Collisson) - 3:22